# BlackBerry Style
BlackBerry Style 9670 este un smartphone dezvoltat de Research In Motion. Style este primul smartphone BlackBerry cu clapetă și cu o tastatură completă QWERTY. Sistemul de operare preinstalat este BlackBerry 6.0.
Ecranul extern, cu diagonala de 2 țoli, este color cu rezoluția 240 x 320 pixeli.
Partea din stânga are portul de încărcare Micro-USB, o mufă audio de 3,5 mm și slot microSD. Pe partea dreaptă este rocker-ul de volum și tasta rapidă.
Ecranul intern are diagonala de 2,7 țoli cu rezoluția de 360 x 400 pixeli.
Camera are 5 megapixeli cu rezoluția de 2592 х 1944 pixeli, focalizare automată și bliț LED.
Integrează diverse conturi de e-mail, instant, BBM, text, Facebook și Twitter mesaje directe într-o singură cutie poștală. Oferă o opțiune pentru a vizionarea mesajelor în cutiile poștale separate.
Bateria are 1150 mAh și conform producătorului permite până la 4.5 ore de convorbire, 10.5 ore în stand-by și până la 14 de ore de redare a muzicii.